# Jarosław Derybowski
Jarosław Derybowski (ur. 1971) – polski aktor teatralny i musicalowy, tancerz i wokalista.

## Życiorys

### Edukacja
Ukończył Szkołę Wokalno-Baletową w Gliwicach i szkołę Janusza Józefowicza przygotowującą do musicalu Metro.

### Kariera
Jako członek obsady musicalu Metro (Studio Buffo) wystąpił w Teatrze Minskoff na Broadwayu. W latach 1994–95 pracował w paryskim Moulin Rouge jako tancerz oraz solista kankana.
Brał udział w przedstawieniach Teatrze Komedia (Pan Twardowski i Boyband), w rewiach Teatru Sabat Małgorzaty Potockiej (m.in. w spektaklu Europa Razem, który uświetnił galę 50-lecia Unii Europejskiej w Paryżu) oraz w programach telewizyjnych, takich jak m.in. Kabaret Olgi Lipińskiej, Co nam w duszy gra i Kabaretowa Noc Listopadowa.
Od 2005 roku związany jest z Teatr Muzyczny „Roma” w Warszawie. Na deskach tego teatru wystąpił m.in. w musicalu Taniec wampirów Romana Polańskiego. Potem wystąpił w kolejnych musicalach wystawianych w teatrze: Akademia pana Kleksa (w roli Draba), Koty (w roli Myszołapa), Upiorze w Operze, Deszczowej Piosence (jako tancerz w zespole tanecznym) a także Mamma Mia!, Piloci, Waitress oraz Aida. 
Od kwietnia 2010 roku do lutego 2011 roku grał rolę Fantoma w warszawskiej wersji spektaklu The Rocky Horror Show wystawianego w Och-Teatrze. Występował też w sztuce Diva for rent z Alicją Węgorzewską.
Od lat trenuje taniec na rurze. W 2012 roku razem z żoną Joanną wziął udział w pierwszej edycji programu Got To Dance – Tylko Taniec, gdzie doszedł do półfinałów. W 2013 roku zdobył tytuł Mistrzów Mazowsza Pole Dance.

## Życie prywatne
Jego żoną jest tancerka Joanna Derybowska, z którą trenuje taniec na rurze.

## Filmografia
- 2002: Wiedźmin (odc. 3)
- 2009: Niania jako członek chóru (odc. 130)